# Emmanuel de Saxe
Succession
Prétendant au trône de Saxe
9 août 1968 – 23 juillet 2012
(43 ans, 11 mois et 14 jours)
Marie-Emmanuel de Saxe, né le 31 janvier 1926 à Ratisbonne et mort le 23 juillet 2012 à La Tour-de-Peilz, est margrave de Misnie et chef de la maison royale de Saxe de 1968 à sa mort. Il appartient à la sixième branche de la maison de Wettin.

## Biographie
Fils de Frédéric-Christian de Saxe et d'Élisabeth de Tour et Taxis, Emmanuel de Saxe voit le jour au château de Prüfening à Ratisbonne.
Lors de la Seconde Guerre mondiale Emmanuel de Saxe, alors adolescent et étudiant, est arrêté et incarcéré par les nazis. Il échappe à la peine de mort en 1945, avant d'être libéré après la fin de la guerre. Il s'installe en Suisse où il exerce la profession de banquier, tout en poursuivant une carrière d'artiste peintre.
Mort en 2012 à La Tour-de-Peilz, en Suisse, il est inhumé auprès de ses parents, à côté de la chapelle royale de Brennbichl, sur la commune de Karrösten, en Autriche.

## Mariage
Le 22 juin 1962, il épouse Anastasia d'Anhalt (ru), à Vevey, en Suisse. Le couple n'a pas d'enfants.

## Succession
Marie-Emmanuel, chef de la maison royale de Saxe, étant sans descendance, adopte son neveu Jean-Albert de Saxe-Cobourg et Gotha (fils de sa sœur Mathilde) et en fait son héritier, mais en 1987 le jeune homme meurt accidentellement d'une chute en montagne. En 1999, le margrave décide que son héritier sera son autre neveu Alejandro Afif, né en 1954, fils aîné de sa sœur Anna et de Roberto Afif (descendant en ligne agnatique des seigneurs maronites Afif de Bkassine et, par eux, des émirs sunnites Assaf (en)/Gessaphe de Kesrouan). Il porte depuis le nom d'Alexandre de Saxe-Gessaphe, prince de Saxe.
Pourtant à sa mort en 2012, son frère Albert revendique la succession à la tête de la Maison de Saxe, malgré son mariage morganatique. Il disparaît cependant deux mois plus tard. Depuis, la succession est contestée entre Alexandre de Saxe-Gessaphe et Daniel de Saxe, le fils de son cousin Ruediger de Saxe, descendant en ligne agnatique des rois de Saxe, mais issu d'un mariage morganatique.